# Giardino giapponese di Buenos Aires
Il giardino giapponese (in spagnolo: Jardín Japonés) è un parco della capitale argentina Buenos Aires situato nel quartiere di Palermo.
Adiacente al Parque Tres de Febrero, è il più grande giardino giapponese situato al di fuori dei confini del Giappone.

## Storia
Il giardino fu costruito nel 1967 in occasione della visita in Argentina del principe Akihito e della consorte Michiko. Dieci anni dopo fu completamente ridisegnato dal paesaggista Yasuo Inomata. Dal 1989 è gestito dalla Fundación Cultural Argentino Japonesa.

## Struttura
Il giardino presenta una flora tipicamente nipponica importata in gran parte dal paese asiatico, composta principalmente da bonsai, pini neri, sakura, katsura, gingko, azalee e momiji. Il lago artificiale è invece popolato da carpe koi.
All'interno del parco sorgono anche un centro culturale, una chashitsu, un ristorante, un vivaio ed un negozio di artigianato nipponico.